# Stefano Tacconi
Stefano Tacconi (13. květen 1957 Perugia, Itálie) je bývalý italský fotbalový brankář. Je vyučeným kuchařem a po ukončení fotbalové kariéry podnikal v pohostinství. Neúspěšně kandidoval do evropského parlamentu za stranu Alleanza Nazionale. Objevil se také ve filmu Amore, bugie & calcetto.
Deset let byl jedničkou v Juventusu, se kterým vyhrál všechny evropské poháry, titul a poháry v lize. Byl na dvou turnajích (ME 1988 a MS 1990), odkud má bronzové medaile. Také byl na OH 1984. IFFHS jej zařadila na 140 místo v tabulce o nejlepšího brankáře za období 1987–2011.

## Klubová kariéra
Od roku 1975 byl v mládežnickém klubu Interu. Nerazzurri jej do roku 1979 vždy posílali na hostování (Spoleto, Pro Patria a Livorno). Po návratu se rozhodl klub jej prodat do druholigového klubu Sambenedettese. Za rok přestoupil do Avellina, kde zůstal tři roky v nejvyšší lize.
V roce 1983 jej koupil Juventus, kde nahradil Zoffa, který ukončil kariéru. Hned v první sezoně získal pohár PVP a také vyhrál titul v lize. V následující sezoně jej trenér Trapattoni tolik často nenasazoval,ale i tak byl u vítězství o evropský superpohár. Když se blížil konec sezony byl povolán mezi tyče. I díky němu se mohli radovat ziskem poháru PMEZ. Od téhle vítězné chvíle byl jedničkou týmu na devět let, během nichž byl i kapitánem. Uprostřed sezony ve které získal svůj druhý titul 1985/86 vyhrál Interkontinentální pohár.
Vítězství v poháru UEFA 1989/90, se mu podařilo zkompletovat sbírku všech pět evropských pohárů. Což byl u brankáře rekord, který pak vyrovnal Vítor Baía. Také byl u vítězství italského poháru 1989/90. Když v roce 1991 odešel do důchodu kapitán Sergio Brio, dělal Stefano kapitána. Jenže jen na jednu sezonu. Po celkem 377 utkání u Bianconeri odešel v létě 1992 do Janova. Tady chytal ještě tři sezony a prosince 1994 s ním klub rozvázal smlouvu a on ukončil kariéru. Celkem odchytal v nejvyšší lize 387 utkání a inkasoval 391 branek, u Bianconeri to bylo 255 utkání a 231 inkasovaných branek.

## Hráčská statistika
| Sezóna  | Klub           | Liga     | Liga   | Liga       | Ligové poháry | Ligové poháry | Ligové poháry | Kontinentální poháry | Kontinentální poháry | Kontinentální poháry | Celkem | Celkem |
| Sezóna  | Klub           | Soutěž   | Zápasy | Obdr. Góly | Soutěž        | Zápasy        | Góly          | Soutěž               | Zápasy               | Góly                 | Zápasy | Góly   |
| ------- | -------------- | -------- | ------ | ---------- | ------------- | ------------- | ------------- | -------------------- | -------------------- | -------------------- | ------ | ------ |
| 1976/77 | Spoleto        | Serie D  | 30     | -18        | -             | 0             | -0            | -                    | 0                    | -0                   | 30     | -18    |
| 1977/78 | Pro Patria     | Serie C  | 7      | -3         | -             | 0             | -0            | -                    | 0                    | -0                   | 7      | -3     |
| 1978/79 | Livorno        | Serie C1 | 33     | -20        | -             | 0             | -0            | -                    | 0                    | -0                   | 33     | -20    |
| 1979/80 | Sambenedettese | Serie B  | 38     | -31        | IP            | 4             | -6            | -                    | 0                    | -0                   | 42     | -37    |
| 1980/81 | Avellino       | Serie A  | 30     | -33        | IP            | 5             | -6            | -                    | 0                    | -0                   | 35     | -39    |
| 1981/82 | Avellino       | Serie A  | 30     | -26        | IP            | 4             | -1            | -                    | 0                    | -0                   | 34     | -27    |
| 1982/83 | Avellino       | Serie A  | 30     | -34        | IP            | 6             | -10           | -                    | 0                    | -0                   | 36     | -44    |
| 1983/84 | Juventus       | Serie A  | 23     | -22        | IP            | 7             | -9            | PVP                  | 9                    | -7                   | 39     | -38    |
| 1984/85 | Juventus       | Serie A  | 12     | -16        | IP            | 7             | -3            | PMEZ+ES              | 5+0                  | -3                   | 24     | -22    |
| 1985/86 | Juventus       | Serie A  | 30     | -17        | IP            | 7             | -7            | PMEZ+IP              | 6+1                  | -3+ -2               | 45     | -29    |
| 1986/87 | Juventus       | Serie A  | 30     | -27        | IP            | 9             | -6            | PMEZ                 | 4                    | -1                   | 43     | -34    |
| 1987/88 | Juventus       | Serie A  | 30+1   | -28        | IP            | 11            | -9            | UEFA                 | 4                    | -3                   | 46     | -40    |
| 1988/89 | Juventus       | Serie A  | 34     | -36        | IP            | 5             | -5            | UEFA                 | 8                    | -8                   | 47     | -49    |
| 1989/90 | Juventus       | Serie A  | 33     | -36        | IP            | 8             | -5            | UEFA                 | 12                   | -9                   | 53     | -50    |
| 1990/91 | Juventus       | Serie A  | 34     | -32        | IP+IS         | 6+1           | -8+ -5        | PVP                  | 8                    | -5                   | 49     | -50    |
| 1991/92 | Juventus       | Serie A  | 28     | -17        | IP            | 4             | -1            | -                    | 0                    | -0                   | 32     | -18    |
| 1992/93 | Janov          | Serie A  | 11     | -24        | IP            | 5             | -8            | -                    | 0                    | -0                   | 16     | -32    |
| 1993/94 | Janov          | Serie A  | 20     | -21        | IP            | 0             | -0            | -                    | 0                    | -0                   | 20     | -21    |
| 1994    | Janov          | Serie A  | 12     | -22        | IP            | 2             | -0            | -                    | 0                    | -0                   | 14     | -22    |
| Celkem  | Celkem         | Celkem   | 496    | -463       | -             | 91            | -89           | -                    | 57                   | -41                  | 644    | -593   |

## Reprezentační kariéra
Za reprezentaci odehrál 7 utkání a inkasoval jen dvě branky. Všechna utkání odchytal při přátelských zápasech. První utkání odehrál až v 30 letech 10. června 1987 proti Argentina (3:1). Poté jej trenér povolal na ME 1988, kde neodehrál žádné utkání. Za dva měsíce se zúčastnil OH 1988, kde odehrál všechna utkání. Byl i na domácím šampionátu MS 1990, odtud bral bronzovou medaili. Poslední utkání odehrál
13. února 1991 proti Belgii (0:0).

### Statistika na velkých turnajích
| Reprezentace | Rok     | Zápasy                      | Zápasy | Zápasy    | Zápasy           | Zápasy           | Zápasy       |
| Reprezentace | Rok     | Fáze turnaje                | Datum  | Soupeř    | Odehraných minut | Vstřelené branky | Výsledek     |
| ------------ | ------- | --------------------------- | ------ | --------- | ---------------- | ---------------- | ------------ |
| Itálie       | ME 1988 | Neodehrál žádné ze 4 utkání |        |           |                  |                  |              |
| Itálie       | OH 1988 | 1 zápas ve skupině B        | 17. 9. | Guatemala | 90               | 0                | 5:2          |
| Itálie       | OH 1988 | 2 zápas ve skupině B        | 17. 9. | Zambie    | 90               | 0                | 0:4          |
| Itálie       | OH 1988 | 3 zápas ve skupině B        | 21. 9. | Irák      | 90               | 0                | 2:0          |
| Itálie       | OH 1988 | Čtvrtfinále                 | 25. 9. | Švédsko   | 120              | 0                | 2:1 v prodl. |
| Itálie       | OH 1988 | Semifinále                  | 27. 9. | SSSR      | 120              | 0                | 2:3 v prodl. |
| Itálie       | OH 1988 | O 3. místo                  | 27. 9. | NSR       | 90               | 0                | 0:3          |
| Itálie       | MS 1990 | Neodehrál žádné ze 7 utkání |        |           |                  |                  |              |

## Hráčské úspěchy

### Klubové
- 2× vítěz italské ligy (1983/84, 1985/86)
- 1× vítěz italského poháru (1989/90)
- 1× vítěz poháru PMEZ (1984/85)
- 1× vítěz poháru UEFA (1989/90)
- 1× vítěz poháru PVP (1983/84)
- 1× vítěz evropského superpoháru (1984)
- 1× vítěz interkontinentálního poháru (1985)

### Reprezentační
- 1× na MS (1990 - bronz)
- 1× na ME (1988 - bronz)
- 1× na OH (1984)

### Vyznamenání
Bronzová medaile za atletickou statečnost (1984)

 Stříbrná medaile za atletickou statečnost (1990)

 Řád zásluh o Italskou republiku (1991)